# Zosterops metcalfii
Zosterops metcalfii е вид птица от семейство Zosteropidae.

## Разпространение
Видът е разпространен в Папуа Нова Гвинея и Соломоновите острови.